# Пепінка золотиста
Пепінка золотиста — український осінній сорт, виведений на Мліївській дослідній станції садівництва в результаті схрещування в 1928 році сортів Пепінка литовська і Ренет Баумана. Сорт районований у всіх ґрунтово-кліматичних зонах України, але найбільше поширений на Поліссі та в Лісостепу.

## Опис
Дерево середньоросле, висотою 3-3,5 м, з широкоокруглой густою кроною. Плодоношення регулярне, починається на 3-й рік. Цвіте в ранні терміни, дуже рясно і дружно. Кращі запилювачі: Антонівка, Айдаред, Кальвіль сніговий, Рубінові Дуки, Спартан. Плоди середньої величини, 140—180 г, зеленувато-жовті, зі світло-червоним розмитим рум'янцем. М'якуш білий, дуже ніжний, соковитий, дрібнозернистий, ароматний, гарного кисло-солодкого смаку. Знімна зрілість настає в першій половині вересня. У звичайному сховищі плоди зберігаються 1-1,5 місяця, а в холодильнику — до 4 місяців. Зимостійкість сорту середня. Посухостійкість — задовільна. Сорт стійкий до парші та інших грибкових захворювань.

## Застосування
Плоди гарні для споживання у свіжому вигляді, сушки для переробки на соки, приготування джемів, варення. Але найчастіше сорт застосовується для мочіння. Заготівлею та замочуванням яблук раніше займалися переважно жінки. Традиційно мочені яблука робилися як заготівля на зиму, їх використовували у складі салатів та холодних закусок, а також споживали як окремий продукт.